# Río abajo (película)
Río abajo es una película en blanco y negro de Argentina dirigida por Enrique Dawi sobre su propio guion escrito en colaboración con Juan José Manauta según la obra homónima de Liborio Justo que se estrenó el 28 de julio de 1960. Es el primer largometraje del director, que anteriormente había hecho varios cortometrajes, y fue filmado en las islas del Ibicuy, en el río Paraná, en la provincia de Entre Ríos. El filme se empezó a rodar en colores pero cuando el Instituto Nacional de Cinematografía negó el crédito para la película, se tuvo que reiniciar pero en blanco y negro y entonces se cambió el punto de vista desde el que se realizaba la obra y el acento del filme que antes recaía en la naturaleza, pasó a recaer en el hombre. El material en color se usó para montar el cortometraje Haciendo monte.

## Sinopsis
La vida en las islas del Ibicuy.

## Reparto
- Inda Ledesma … Relatos ,
- Juan Carlos Palma … Relatos y
- Narciso Bruce … Relatos
- Andrés Rasmanauskas
- Sofía Malifankas
- Carlos Bello
- Hermenegildo Rodríguez
- Ramón González

## Comentarios
El Heraldo del Cinematografista comentó:

”En cine no basta con ser sincero o por lo menos no basta con serlo en forma directa: con escenarios y personas auténticas… Es necesaria la recreación dramática de lo real. Y es allí donde Dawi se queda corto.”

Por su parte Manrupe y Portela escriben:

”Más documental que dramático con narrativa ajustada en todos los elementos y buen nivel en lo testimonial.”